# Championnat d'Égypte de football 2013
Navigation
Édition précédente Édition suivante
La saison 2013 du Championnat d'Égypte de football est la 56e édition du championnat de première division égyptien. Cette saison, dix-huit clubs égyptiens prennent part au championnat organisé par la fédération. 
Les équipes sont regroupées au sein de deux poules où elles rencontrent leurs adversaires deux fois, à domicile et à l'extérieur. À l'issue des phases aller et retour de chaque poule, les deux premiers de chaque poule disputent un play-off pour le titre. Concernant la relégation, les trois derniers de chaque poule disputent un play-off de relégation.
En raison de nouveaux incidents survenus dans le pays, la compétition est arrêtée et la deuxième phase n'est pas disputée. Aucun titre n'est décerné cette saison.

## Équipes

### Participants et locations
| \| Clubs au Caire Al-Ahly Al-Entag Al-Harby Al-Moqaouloun Al-Shorta El-Dakhleya ENPPI Club Tala'ea El-Geish Wadi Degla Le Caire El-Gouna Ghazl El-Mahallah Ismaily Misr El-Makasa Petrojet Telephonat BS Zamalek Alexandrie Clubs à Alexandrie Al-Ittihad Haras El-Hodood Smouha \| Localisation des clubs |
| Clubs au Caire Al-Ahly Al-Entag Al-Harby Al-Moqaouloun Al-Shorta El-Dakhleya ENPPI Club Tala'ea El-Geish Wadi Degla Le Caire El-Gouna Ghazl El-Mahallah Ismaily Misr El-Makasa Petrojet Telephonat BS Zamalek Alexandrie Clubs à Alexandrie Al-Ittihad Haras El-Hodood Smouha                              |

Légende des couleurs
- Tour préliminaire de la Ligue des champions 2013
- Tour préliminaire de la Coupe de la confédération 2013

| Club                  | Ville               | Stade                        | Capacité |
| --------------------- | ------------------- | ---------------------------- | -------- |
| Al-Ahly               | Le Caire            | Stade international du Caire | 74 100   |
| Al-Entag Al-Harby     | Le Caire            | Stade Al-Salam               | 30 000   |
| Al-Ittihad            | Alexandrie          | Stade d'Alexandrie           | 13 700   |
| Al-Moqaouloun Al-Arab | Le Caire            | Stade Osman Ahmed Osman      | 35 000   |
| Al-Shorta             | Le Caire            | Gehaz El-Reyada              | 20 000   |
| El-Dakhleya           | Le Caire            | Stade Sekka El-Hadeed        | 25 000   |
| El-Gouna              | Hurghada            | Stade d'El-Gouna             | 12 000   |
| ENPPI Club            | Le Caire            | Stade Petro Sport            | 25 000   |
| Ghazl El-Mahallah     | El-Mahalla El-Kubra | Stade d'El-Mahalla           | 29 000   |
| Haras El-Hodood       | Alexandrie          | Stade Harras El-Hedoud       | 22 000   |
| Ismaily SC            | Ismaïlia            | Stade d'Ismaïlia             | 18 500   |
| Misr El-Makasa        | Fayoum              | Stade de Fayoum              | 10 000   |
| Petrojet FC           | Suez                | Stade de Suez                | 25 000   |
| Smouha                | Alexandrie          | Stade d'Alexandrie           | 13 700   |
| Tala'ea El-Geish      | Le Caire            | Gehaz El-Reyada              | 20 000   |
| Telephonat Beni Suef  | Beni Suef           | Stade de Beni Suef           | 10 000   |
| Wadi Degla            | Le Caire            | Stade Al-Salam               | 22 000   |
| Zamalek               | Gizeh               | Stade international du Caire | 74 100   |

## Compétition
Le classement est établi sur le barème de points classique (victoire à 3 points, match nul à 1, défaite à 0).
Pour départager les égalités, on tient d'abord compte de la différence de buts générale, puis du nombre de buts marqués, puis des confrontations directes.

### Première phase
Groupe A
| Rang | Équipe               | Pts | J  | G  | N | P | Bp | Bc | Diff |
| ---- | -------------------- | --- | -- | -- | - | - | -- | -- | ---- |
| 1    | Al-Ahly              | 39  | 15 | 13 | 0 | 2 | 27 | 10 | +17  |
| 2    | ENPPI Club           | 29  | 15 | 8  | 5 | 2 | 24 | 15 | +9   |
| 3    | Smouha               | 27  | 16 | 7  | 6 | 3 | 19 | 9  | +10  |
| 4    | Telephonat Beni Suef | 21  | 15 | 5  | 6 | 4 | 10 | 10 | 0    |
| 5    | Haras El-Hodood      | 17  | 15 | 4  | 5 | 6 | 14 | 16 | -2   |
| 6    | El Gouna             | 14  | 15 | 3  | 5 | 7 | 12 | 19 | -7   |
| 7    | Wadi Degla           | 14  | 15 | 4  | 2 | 9 | 12 | 20 | -8   |
| 8    | Misr El-Makasa       | 12  | 15 | 2  | 5 | 8 | 14 | 25 | -11  |
| 9    | Ghazl El-Mahallah    | 11  | 15 | 1  | 1 | 8 | 6  | 15 | -9   |

Légende
- Qualifiés pour la poule pour le titre
- Qualifiés pour la poule de relégation

Groupe B
| Rang | Équipe                | Pts | J  | G  | N | P | Bp | Bc | Diff |
| ---- | --------------------- | --- | -- | -- | - | - | -- | -- | ---- |
| 1    | Zamalek               | 39  | 15 | 13 | 0 | 2 | 26 | 11 | +15  |
| 2    | Ismaily               | 30  | 16 | 9  | 3 | 4 | 20 | 11 | +9   |
| 3    | Al-Shorta             | 22  | 15 | 6  | 4 | 5 | 21 | 15 | +6   |
| 4    | Tala'ea El-Geish      | 20  | 15 | 5  | 5 | 5 | 19 | 21 | -2   |
| 5    | Al-Moqaouloun Al-Arab | 19  | 15 | 3  | 2 | 4 | 21 | 20 | +1   |
| 6    | El-Dakhleya           | 19  | 15 | 5  | 4 | 6 | 10 | 11 | -1   |
| 7    | Petrojet              | 17  | 15 | 4  | 4 | 6 | 16 | 21 | -5   |
| 8    | Al-Ittihad            | 14  | 15 | 3  | 5 | 7 | 10 | 19 | -9   |
| 9    | Al-Entag Al-Harby     | 6   | 15 | 0  | 6 | 9 | 9  | 23 | -14  |

Légende
- Qualifiés pour la poule pour le titre
- Qualifiés pour la poule de relégation

### Deuxième phase
En raison des événements survenus dans le pays, la compétition est arrêtée et la deuxième phase n'est pas disputée. Aucun titre n'est décerné cette saison.

## Statistiques

### Meilleurs buteurs
mis à jour le 19 mai 2013
| Rang | Joueur             | Club              | Buts |
| ---- | ------------------ | ----------------- | ---- |
| 1    | William Jebor      | Tala'ea El Geish  | 10   |
| 2    | Ahmed Hassan Mekky | Haras El Hedood   | 7    |
| 3    | Said Kamal         | Ittihad Al Shorta | 6    |
| 3    | Ahmed Raouf        | ENPPI Club        | 6    |
| 3    | Momen Zakaria      | ENPPI Club        | 6    |